# 382年
| 千纪： | 1千纪                                                                                           |
| 世纪： | 3世纪 \| 4世纪 \| 5世纪                                                                         |
| 年代： | 350年代 \| 360年代 \| 370年代 \| 380年代 \| 390年代 \| 400年代 \| 410年代                       |
| 年份： | 377年 \| 378年 \| 379年 \| 380年 \| 381年 \| 382年 \| 383年 \| 384年 \| 385年 \| 386年 \| 387年 |
| 纪年： | 壬午年（马年）；东晋太元七年；前秦建元十八年                                                    |

## 大事记
- 羅馬帝國皇帝狄奧多西一世與西哥德人和談，西哥德人被收編為輔軍。
- 教宗達馬蘇斯一世召開羅馬公會議，宣告羅馬教會的優越地位，並下令哲羅姆等人於383年起草《聖經》武加大譯本。
- 九月，車師前部王彌窴、鄯善王休密馱到前秦國都長安，朝見前秦天王苻堅，請前秦像漢朝一樣設立都護統治西域，並請求作為嚮導，討伐西域沒有歸附的國家。

## 出生
- 晋安帝，東晉皇帝。